# Jean-Paul Grandjean de Fouchy

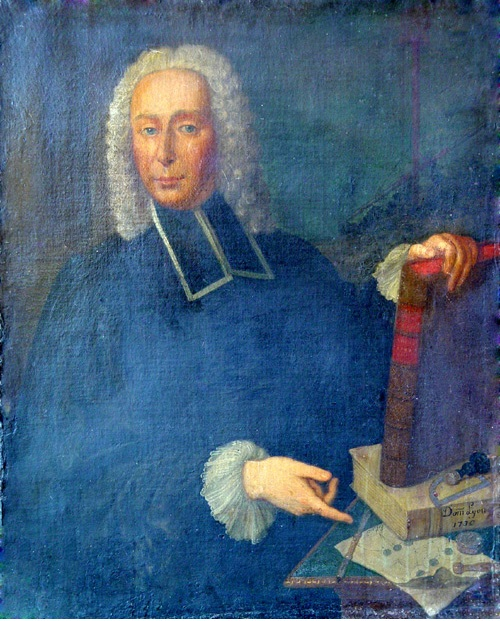
Jean-Paul Grandjean de Fouchy

Jean-Paul Grandjean de Fouchy (* 10. März 1707 in Paris; † 15. April 1788 ebenda) war ein französischer Astronom.

## Leben

### Abstammung und frühe Laufbahn
Jean-Paul Grandjean de Fouchy war ein Sohn des französischen Schriftgießers Philippe Grandjean de Fouchy und der Marie-Madeleine Hynault. Er sollte in das Geschäft seines Vaters eintreten und dieses fortführen. Da er aber eine mehr für den gelehrten Stand passende Erziehung erhielt und wissenschaftlich interessiert war, konnte er sich nicht entschließen, dem Handwerk seines Vaters nachzugehen. Am entschiedensten neigte er zur Poesie hin, wie er denn fast jedes Jahr einige Gedichte verfasste, die er aber nur verschwiegenen Freunden mitteilte. Ebenso spielte er meisterhaft mehrere Instrumente, jedoch nur in vertrauter Gesellschaft.
Nach dem frühen Tod seines Vaters (1714) war Grandjean de Fouchy in den Besitz eines kleinen, aber für ihn als bescheidenen Menschen hinreichenden Vermögens gekommen. Er wurde Rechnungsprüfer im Chambre des comptes und Sekretär des Herzogs von Orléans. Nun teilte er die Zeit zwischen der Erfüllung seiner Amtspflichten und der Pflege der Wissenschaften, unter denen ihn die Astronomie und die Meteorologie besonders anzogen. Die Sternkunde studierte er bei Joseph-Nicolas Delisle. Er trat zugleich 1726 in einen Verein von Gelehrten und Künstlern ein, der sich damals zu Paris gebildet und sich die Aufgabe gestellt hatte, die Ergebnisse der theoretischen Forschungen auf das praktische Leben anzuwenden. Zu den Mitgliedern dieses Vereins gehörten u. a. Alexis-Claude Clairaut, Charles Marie de La Condamine und Rameau.

### Wissenschaftliche Arbeit als Mitglied der Akademie der Wissenschaften
Aufgrund seiner Leistungen nahm die Akademie der Wissenschaften Grandjean de Fouchy 1731 als überzähliges und 1733 als reguläres Mitglied in der Sektion Astronomie auf. Das erste Jahrzehnt seiner Mitgliedschaft war auch seine produktivste wissenschaftliche Phase. 1743 ernannte die Akademie ihn zu ihrem ständigen Sekretär, eine Stelle, die bis 1740 Fontenelle eingenommen hatte. Mochte auch Grandjean seinem Vorgänger an Schreibgewandtheit und Gedankenschärfe nicht gleichkommen, ersetzte er doch diesen Mangel reichlich durch gediegene Kenntnisse, richtige Urteilsfähigkeit und eine harmlose, die Zuhörer und Leser gewinnende Freimütigkeit. Als Astronom erwarb er sich Verdienste durch die Verbesserung der gebräuchlichen Methoden zur Berechnung des Kreislaufes der Gestirne und die Vereinfachung der zur Beobachtung nötigen Instrumente. So machte er 1740 einen Vorschlag zur Verbesserung des Hadley-Quadranten. Zu den Denkschriften der Akademie verfasste er fast jedes Jahr Beiträge, von denen insbesondere hervorzuheben sind:
- Sur la forme la plus avantageuse qu’on puisse donner sur tables astronomiques, 1731 (Vorschlag zu bequemeren Gestaltung astronomischer Tabellen)
- Sur une nouvelle méthode pour les longitudes, 1733
- Sur l’atmosphère de la lune, 1734
- Observation du passage de Mercure sur le disque du Soleil, arrivé le 11 novembre 1736, 1737 (Beschreibung des Merkurtransits vom November 1736)
- Méthode pour déterminer par observation l’excentricité de la terre et celle des planètes inférieures, 1738, und Second mémoire sur l’excentricité des planètes, 1740 (Methode zur Bestimmung der Exzentrizität der Erdbahn und jener der Planeten)
- Manière fort simple de se servir d’horloges de moyen volume au lieu de grosses horloges, dans le cas où l’on est obligé de les faire sonner sur des timbres fort gros et fort éloignés, 1740
- Observation du passage de Vénus sur le soleil, 1761 (Beschreibung des Venustransits von 1761)
- Observation du passage de Vénus sur le soleil le 3 juin 1769, 1772 (Beschreibung des Venustransits vom Juni 1769)
- Recherche sur la date des applications des lunettes aux instruments, 1787

Fermer verfasste Grandjean de Fouchy Berichte über die Beobachtungen der Sonnenfinsternisse vom 25. Juli 1748, 17. Oktober 1762, 5. August 1766 und 4. Juni 1769 sowie der Mondfinsternisse vom 25. Februar 1747, 8. August 1748, 23. Dezember 1749, 19. Juni 1750, 2. Dezember 1751, 27. März 1755, 18. Mai 1761, 23. Dezember 1768 und 30. Juli 1776. Von den Beschreibungen der von ihm erfundenen oder verbesserten und vereinfachten Instrumente sind erwähnenswert:
- Nouvel instrument pour observer en mer les hauteurs et les distances des astres, in: Recueil de machines et inventions approuvées par l’académie de sciences, Bd. 6
- Description d’un instrument propre à mesurer la pesanteur de chaque couche de l’atmosphère, in: Mémoires de l’académie des sciences, 1780
- Mémoire sur une nouvelle construction de niveau absolument exempt de vérification, in: Recueil de machines et inventions approuvées par l’académie de sciences, Bd. 6
- Tour pour faire sans arbre toutes sortes de vis, in: Recueil de machines approuvées par l’académie de sciences, Bd. 5
- Moyen de convertir facilement et avec assez peu de frais un quart de cercle à pied en un instrument azimutal, in: Mémoires de l’académie des sciences, 1781
- Machine pour caler et mouvoir commodément un quart de cercle inventée par lui, in: Recueil de machines et inventions approuvées par l’académie de sciences, Bd. 7

Allerdings waren die meisten von Grandjean de Fouchy verfassten Schriften nicht von größerer wissenschaftlicher Bedeutung; und meist ergaben sich aus ihnen auch nicht jene vom Autor behaupteten Vorteile. Jean Baptiste Joseph Delambre schätzte ihn denn eher als Amateur- denn wahren Astronomen ein.
Als Sekretär der Akademie hielt Grandjean de Fouchy Lobreden auf die verstorbenen Mitglieder Abbé de Bragelogne (1744), Marquis von Torcy (1746), Peyronnie (1747), J. Bernoulli (1748), Amelot (1749), Herzog von Aiguillon, de Crouzas, Petit und Abbé Jean Terrasson (1750), Martin Folkes (1754), Mairan, Giovanni Battista Morgagni, Pitot (1771), Gerard van Swieten (1772), Philippe Buache, Sauveur François Morand und François David Hérissant (1773). Ein Teil dieser und anderer Lobreden erschien auch in einer Sammlung (Éloge des académiciens de l’Académie royale des sciences, morts depuis 1744, Bd. 1, Paris 1761), die unvollendet blieb.

### Spätere Jahre und Tod
Nachdem Grandjean de Fouchy die Sekretärstelle der Akademie  mehr als 30 Jahre lang bekleidet und während dieser Zeit vor allem meteorologische Beobachtungen durchgeführt hatte, legte er sie, weil ihn öfters Unwohlsein an der Erfüllung seiner Pflichten hinderte, im Juli 1776 nieder. Bereits seit 1773 war er in seiner Tätigkeit als Sekretär der Akademie vom Marquis de Condorcet unterstützt worden. Er wurde u. a. zum Mitglied der Akademie der Wissenschaften zu Berlin und der Royal Society of London ernannt. 1784 befiel ihn eine sonderbare Krankheit. Eines Tages stürzte er besinnungslos nieder und als er wenige Stunden später sein Bewusstsein wiedererlangt hatte, bemerkte er, dass seine Sprachorgane seinem Willen nicht mehr gehorchten und er nicht mehr seine ihn gerade bewegenden Gedanken, sondern nur unzusammenhängende Worte aussprechen konnte. Er versuchte selbst eine Erklärung dieses unangenehmen Zustands (Observation anatomique, in: Mémoires de l’académie, 1784) und erörterte alle Einzelheiten dieser auffälligen Erscheinung mit philosophischer Ruhe und Gleichgültigkeit. Er starb am 15. April 1788 im Alter von 81 Jahren in Paris. Seiner ersten Ehe mit Mademoiselle de Boistis-Sandeau entstammte eine Tochter, seiner zweiten Ehe mit Mademoiselle Desportes-Pardeillan eine Tochter und zwei Söhne, die militärische Karrieren einschlugen. Condorcet hielt die Lobrede auf Grandjean de Fouchy.